# Temporada da Liga Sérvia de Basquetebol de 2018–19
A Temporada da Liga Sérvia de Basquetebol de 2018–19 (em sérvio:  2018–19 Košarkaška liga Srbije) foi a 13ª edição da competição de elite do basquetebol masculino da Sérvia. O Estrela Vermelha é o atual campeão somando 19 títulos desde a época da YUBA (liga iugoslava) e quatro no atual formato.

## Participantes
| Clube           | Localização       | Arena                     | Capacidade |
| --------------- | ----------------- | ------------------------- | ---------- |
| Beovuk 72       | Belgrado          | Mega Factory              |            |
| Borac           | Čačak             | Borac Hall                | 2.000      |
| Crvena zvezda   | Belgrado          | Aleksandar Nikolić Hall   | 5.878      |
| Dunav           | Stari Banovci     | Park Hall                 |            |
| Dynamic VIP PAY | Belgrado          | Dynamic Arena             | 500        |
| FMP             | Železnik          | Železnik Hall             | 3.000      |
| Mega Bemax      | Sremska Mitrovica | Pinki Hall                | 2.500      |
| Metalac         | Valjevo           | Valjevo Sports Hall       | 1.500      |
| Mladost         | Zemun             | Vizura Sports Center      | 1.500      |
| Novi Pazar      | Novi Pazar        | Pavilhão Esportivo Pendik | 1.600      |
| OKK Beograd     | Belgrado          | SC Šumice                 | 1.300      |
| Partizan NIS    | Belgrado          | Aleksandar Nikolić Hall   | 5.878      |
| Sloga           | Kraljevo          | Kraljevo Sports Hall      | 3.350      |
| Sloboda Užice   | Užice             | Parque Veliki             | 2.200      |
| Tamiš           | Pančevo           | Strelište Sports Hall     | 1.100      |
| Vojvodina       | Novi Sad          | SPC Vojvodina             | 7.022      |
| Vršac           | Vršac             | Millennium Center         | 4.400      |
| Zlatibor        | Čajetina          | WAI TAI - STC Zlatibor    | 712        |

|  | Equipes disputando a Primeira divisão da Liga Adriática |
|  | Equipes disputando a Segunda divisão da Liga Adriática  |

## Formato
A liga é disputada em três fases distintas, sendo temporada regular com participação de quatorze equipes, uma segunda fase onde os oito melhores da temporada regular juntam-se aos quatro participantes da Liga Adriática (Estrela Vermelha, FMP, Partizan e Mega Basket)  formando a segunda fase com base em dois grupos chamada de Superliga. As quatro melhores equipes de cada grupo disputam os playoffs.

## Temporada Regular

### Tabela de Classificação
| Pos. | Clube           | J  | V  | D  | P  | PF / PC   | SP   | Classificação |
| ---- | --------------- | -- | -- | -- | -- | --------- | ---- | ------------- |
| 1    | Borac           | 26 | 22 | 4  | 48 | 2301/1910 | 391  | Superliga     |
| 2    | Novi Pazar      | 26 | 20 | 6  | 46 | 2266/2052 | 214  | Superliga     |
| 3    | Dynamic VIP PAY | 26 | 20 | 6  | 46 | 2234/1928 | 306  | Superliga     |
| 4    | OKK Beograd     | 26 | 17 | 9  | 43 | 2245/2117 | 128  | Superliga     |
| 5    | Zlatibor        | 26 | 15 | 11 | 41 | 2039/1953 | 86   | Superliga     |
| 6    | Tamiš           | 26 | 12 | 14 | 38 | 2184/2128 | 56   | Superliga     |
| 7    | Sloboda Užice   | 26 | 12 | 14 | 38 | 2311/2291 | 20   | Superliga     |
| 8    | Dunav           | 26 | 11 | 15 | 37 | 2072/2221 | -149 | Superliga     |
| 9    | Vršac           | 26 | 11 | 15 | 37 | 2186/2283 | -97  |               |
| 10   | Vojvodina       | 26 | 11 | 15 | 37 | 2299/2442 | -143 |               |
| 11   | Mladost         | 26 | 11 | 15 | 37 | 2117/2179 | -62  |               |
| 12   | Metalac         | 26 | 10 | 16 | 36 | 2128/2217 | -89  |               |
| 13   | Spartak         | 26 | 7  | 19 | 32 | 1965/2220 | -255 | Rebaixados    |
| 14   | Beovuk 72       | 26 | 3  | 23 | 29 | 2004/2410 | -406 | Rebaixados    |

### Partidas
| Casa\Visitante  | BOR    | DYN    | VRS     | ZLA   | MET    | TAM    | VOJ    | MLA     | DUN    | BEO    | SPA     | OKK    | PAZ    | UZI    |
| --------------- | ------ | ------ | ------- | ----- | ------ | ------ | ------ | ------- | ------ | ------ | ------- | ------ | ------ | ------ |
| Borac           |        | 88-82  | 102-83  | 86-78 | 88-71  | 86-64  | 101-60 | 72-61   | 94-85  | 83-52  | 101-74  | 83-52  | 84-72  | 98-66  |
| Dynamic VIP PAY | 61-50  |        | 79-62   | 95-94 | 85-87  | 72-65  | 99-87  | 100-75  | 95-62  | 72-81  | 85-57   | 95-84  | 80-72  | 96-87  |
| Vršac           | 88-107 | 79-96  |         | 90-82 | 80-73  | 68-100 | 103-87 | 82-77   | 68-69  | 85-78  | 88-87   | 95-83  | 77-89  | 87-86  |
| Zlatibor        | 64-86  | 75-71  | 87-71   |       | 89-91  | 72-69  | 93-64  | 79-68   | 80-66  | 74-66  | 67-56   | 50-62  | 100-86 | 100-79 |
| Metalac         | 81-70  | 68-111 | 80-66   | 80-72 |        | 87-106 | 92-81  | 94-98   | 82-73  | 91-63  | 98-102  | 87-91  | 71-81  | 71-81  |
| Tamiš           | 66-83  | 74-86  | 83-89   | 83-91 | 84-75  |        | 97-80  | 80-71   | 99-77  | 71-82  | 91-77   | 71-82  | 79-84  | 83-82  |
| Vojvodina       | 87-96  | 70-85  | 118-113 | 95-86 | 101-98 | 77-95  |        | 114-109 | 89-75  | 94-91  | 114-103 | 97-91  | 72-96  | 94-86  |
| Mladost         | 77-88  | 68-87  | 99-92   | 83-91 | 77-71  | 80-73  | 90-74  |         | 77-95  | 95-56  | 87-78   | 82-89  | 67-95  | 89-83  |
| Dunav           | 87-104 | 72-82  | 87-91   | 79-74 | 95-67  | 83-82  | 101-95 | 79-73   |        | 91-87  | 79-70   | 66-105 | 81-73  | 79-78  |
| Beovuk 72       | 61-112 | 60-95  | 70-94   | 79-85 | 75-81  | 72-61  | 77-100 | 72-80   | 92-91  |        | 102-80  | 62-117 | 81-91  | 88-103 |
| Spartak         | 74-77  | 70-90  | 72-68   | 0-20  | 66-86  | 90-87  | 68-87  | 70-99   | 84-66  | 99-90  |         | 96-89  | 73-75  | 86-91  |
| OKK Beograd     | 91-81  | 70-84  | 103-92  | 83-75 | 90-75  | 86-72  | 95-78  | 81-82   | 84-77  | 80-77  | 88-66   |        | 87-81  | 93-101 |
| Novi Pazar      | 77-68  | 83-71  | 101-98  | 83-77 | 77-71  | 88-75  | 103-95 | 92-67   | 91-78  | 104-79 | 103-73  | 104-79 |        | 98-99  |
| Sloboda Užice   | 82-93  | 88-80  | 88-77   | 82-84 | 96-91  | 88-95  | 99-89  | 92-86   | 105-79 | 93-84  | 92-94   | 88-90  | 77-78  |        |

## Superliga

### Grupo A
| Pos | Clube                | J  | V  | D | P+ | P-      | SP   | Classificação                  |       | C/V    | EST   | FMP   | BOR    | BEO   | ZLA    | DUN |
| --- | -------------------- | -- | -- | - | -- | ------- | ---- | ------------------------------ | ----- | ------ | ----- | ----- | ------ | ----- | ------ | --- |
| 1   | Estrela Vermelha mts | 10 | 10 | 0 | 20 | 854/630 | 224  | Classificados para os playoffs | EST   |        | 82-65 | 86-58 | 85-50  | 83-57 | 101-60 |     |
| 2   | FMP                  | 10 | 8  | 2 | 18 | 824/688 | 136  | Classificados para os playoffs | FMP   | 62-77  |       | 89-69 | 97-87  | 96-50 | 89-47  |     |
| 3   | Borac Čačak          | 10 | 6  | 4 | 16 | 776/799 | -23  |                                | BOR   | 67-77  | 59-73 |       | 89-81  | 70-63 | 107-94 |     |
| 4   | Zlatibor             | 10 | 3  | 7 | 13 | 728/803 | -75  | BEO                            | 78-93 | 89-100 | 90-97 |       | 76-89  | 88-92 |        |     |
| 5   | OKK Beograd          | 10 | 2  | 8 | 12 | 807/884 | -77  | ZLA                            | 68-82 | 61-74  | 74-80 | 74-87 |        | 86-66 |        |     |
| 6   | Dunav                | 10 | 1  | 9 | 11 | 723/908 | -185 | DUN                            | 65-91 | 67-79  | 72-80 | 71-81 | 89-106 |       |        |     |

### Grupo B
| Pos | Clube         | J  | V  | D | P+ | P-      | SP   | Classificação                  |     | C/V   | PAR   | SLO    | TAM    | DYN     | NOV    | MEG    |
| --- | ------------- | -- | -- | - | -- | ------- | ---- | ------------------------------ | --- | ----- | ----- | ------ | ------ | ------- | ------ | ------ |
| 1   | Partizan nis  | 10 | 10 | 0 | 20 | 894/656 | 238  | Classificados para os playoffs |     | PAR   |       | 85-49  | 84-80  | 96-58   | 93-67  | 102-69 |
| 2   | Mega          | 10 | 7  | 3 | 17 | 969/837 | 132  | Classificados para os playoffs |     | SLO   | 62-84 |        | 86-76  | 81-82   | 83-100 | 80-105 |
| 3   | Dynamic       | 10 | 5  | 5 | 15 | 807/908 | -101 |                                |     | TAM   | 62-88 | 90-77  |        | 72-64   | 72-89  | 69-121 |
| 4   | Novi Pazar    | 10 | 4  | 6 | 14 | 864/867 | -3   |                                | DYN | 62-91 | 85-79 | 77-76  |        | 116-113 | 85-102 |        |
| 5   | Tamiš         | 10 | 2  | 8 | 12 | 745/880 | -135 |                                | NOV | 66-81 | 81-90 | 92-84  | 73-80  |         | 88-71  |        |
| 6   | Sloboda Užice | 10 | 2  | 8 | 12 | 753/884 | -131 |                                | MEG | 81-90 | 96-66 | 102-64 | 125-98 | 97-95   |        |        |

## Playoffs
|  | Semifinais | Semifinais           | Semifinais   |   |  | Final                | Final | Final |
|  |            |                      |              |   |  |                      |       |       |
|  | 1A         | Estrela Vermelha mts | 2            |   |  |                      |       |       |
|  | 2B         | Mega Bemax           | 0            |   |  |                      |       |       |
|  |            |                      |              |   |  | Estrela Vermelha mts | 3     |       |
|  |            |                      | Partizan NIS | 1 |  |                      |       |       |
|  | 1B         | Partizan NIS         | 2            |   |  |                      |       |       |
|  | 2A         | FMP                  | 1            |   |  |                      |       |       |

#### Semifinal
| Time 1               | Série | Time 2     | 1º Jogo | 2º Jogo | 3º Jogo |
| -------------------- | ----- | ---------- | ------- | ------- | ------- |
| Estrela Vermelha mts | 2 - 0 | Mega Bemax | 83 - 72 | 96 - 91 |         |
| Partizan             | 2 - 1 | FMP        | 93 - 75 | 85 - 88 | 97 - 59 |

#### Final
| Time 1               | Série | Time 2       | 1º Jogo | 2º Jogo | 3º Jogo | 4º Jogo | 5º Jogo |
| -------------------- | ----- | ------------ | ------- | ------- | ------- | ------- | ------- |
| Estrela Vermelha mts | 3 - 1 | Partizan NIS | 98 - 94 | 72 - 73 | 96 - 90 | 76 - 75 |         |

## Campeões
| KLS 2018-19 Campeões            |
| ------------------------------- |
| Estrela Vermelha mts 20º Título |

## Artigos relacionados
- Liga Iugoslava de Basquetebol
- Liga Adriática de Basquetebol de 2018-19
- Seleção Sérvia de Basquetebol